# Сангхамитта
Сангхамитта (также Сангхамитра или Самгхамитта (санскр. संघमित्रा, IAST: Saṅghamitrā, пали Saṅghamittā) — означает «подруга сангхи (общины, монастыря)», в монашестве Аяпали (пали Ayapali); предположительно 282—203 до н. э.) — старшая дочь императора Ашоки и его первой жены Деви, ставшая известной буддийской монахиней школы Вибхаджьявада и одной из основательниц женского монашеского ордена (бхикшуни-сангхи) на острове Шри-Ланка.
В четырнадцать лет была выдана замуж и родила сына, но через два года её муж ушёл в монахи, и Сангхамитта решила поступить так же. В восемнадцать лет она стала шраманери, в двадцать — бхикшуни, в тридцать — тхери; достигла состояния архата. Старший брат Сангхамитты Махинда прошёл тем же путём; они оба присутствовали на Третьем буддийском соборе, где было решено послать миссионеров в разные страны. Миссию на Шри-Ланке возглавил Махинда, который вместе с несколькими другими тхеро-архатами воссоздал там мужскую монашескую сангху, но не мог сделать монахинями сотни женщин Царства Анурадхапура, которые хотели этого и создали полумонашескую обитель. Махинда предложил царю Анурадхапуры Деванампию Тиссе написать письмо Ашоке, чтобы пригласить Сангхамитту и нескольких других тхери для установления женского монашеского ордена. Ашока поначалу не хотел отправлять свою дочь в пожизненную заморскую миссию, но Сангхамитта сумела переубедить его и затем вместе с несколькими другими монахинями и отводком священного дерева Бодхи отправилась из Гаи в Анурадхапуру. Фикус, выросший из того отводка, благополучно дожил до наших дней.
Остаток жизни Сангхамитта провела в буддийских монастырях (вихарах) на Шри-Ланке и поездках по острову, на континент не возвращалась и больше не увидилась с отцом. Её религиозная миссия оказалась очень успешной: ещё при жизни Сангхамитты более двенадцати тысяч женщин различного происхождения стали бхикшуни, и эта бхикшуни-сангха (пали Bikhhunī Sangha) действовала на Шри-Ланке более двенадцати веков подряд. Эту общину буддийских монахинь также называли «Мехейни Сасна» (Meheini Sasna), а позднее — «Сангхамитта» — по имени основательницы. Затем слово «Сангхамитта» стало также обозначать «женский буддийский монашеский орден буддизма Тхеравады» (не только на Шри-Ланке). Бхикшуни из ученических преемственностей, восходящих к Сангхамитте и её спутницам, в дальнейшем появились в Бирме, Китае, Таиланде и других местах. «Днём Сангхамитты» стали называть день «Ундувап Пойа» или «Упосатха Пойа», отмечаемый буддистами Тхеравады на Шри-Ланке в полнолуние декабря, — день, в который Сангхамитта ступила на землю Шри-Ланки.

## Детство и юность
Сангхамитта родилась в 282 году до нашей эры в Уджджайни (ныне город Удджайн, штат Мадхья-Прадеш, Индия). Отец — будущий император Империи Маурьев Ашока, мать — его первая жена Деви, к тому времени уже принявшая буддизм. Сангхамитта была их вторым ребёнком; первым был её старший брат Махинда, в будущем буддийский монах, архат и миссионер, обративший многих жителей Шри-Ланки в буддизм.
В 268 году четырнадцатилетнюю Сангхамитту выдали замуж за Агни-Брахму (он же Аггибрахма (пали Aggibrahmā)), племянника Ашоки. У них родился сын по имени Сумана. Но через два года, в 266 году до н. э., Агни-Брахма оставляет семью ради монашеской сангхи; впоследствии он достиг состояния архата. Ещё через два года отец спросил Сангхамитту, готова ли она тоже дать монашеские обеты, и дочь ответила согласием. Тот же путь монаха в дальнейшем избрал и Сумана, отправившийся вместе с Махиндой на Шри-Ланку.
По сведениям из «Расширенной Махавамсы» (ExtMhv 480—490, Mhv 173—183), Ашока, Махинда и Сангхамитта присутствовали на Третьем буддийском соборе. Председательствовавший там Моггалипутта Тисса, поблагодарив Ашоку за огромную материальную поддержку монашеской сангхи, невиданную прежде, сказал, что ещё большую помощь в Освобождении окажет тот, кто позволит своим детям идти к Освобождению. Тогда Ашока спросил Махинду и Сангхамитту, собираются ли они в дальнейшем стать буддийскими монахами. Махинда сказал, что решительно собирается, а Сангхамитта — что если её муж Агни-Брахма решит уйти от мира, то и она сделает то же самое.

## Посвящение в монахини
В 264 году до нашей эры Сангхамитта, которой тогда исполнилось восемнадцать, прошла паббаджу и стала шраманери (или сразу шикшаманой) по имени Аяпали (пали Ayapali). В тот же день прошёл паббаджу и двадцатилетний Махинда, и Сумана. Сразу после паббаджи Махинда прошёл упасампаду и стал бхикшу; Сангхамитте ещё не исполнилось двадцати, и стать полностью посвящённой монахиней она не могла. После паббаджи она жила в Паталипутре (ныне город Патна, столица индийского штата Бихар), проявила немалое упорство в изучении Дхармы и следовании ей, благодаря чему стала полностью посвящённой монахиней (бхикшуни), потом старшей монахиней (тхери), затем архаткой. Настоятельницей Сангхамитты была известная бхикшуни Дхамма или Дхаммапала (пали Dhammapālā), а её учительницей стала бхикшуни Аюпала (Ayupālā или Āyupālā). Через них линия женской ученической преемственности восходит от Сангхамитты к Махапраджапати — первой в мире бхикшуни, получившей посвящение непосредственно от Гаутамы Будды.

## Миссия на Шри-Ланке
Тем временем отец Сангхамитты Ашока стал императором, затем принял буддизм и решил поддержать распространение этой религии как в своём государстве, так и в других странах. Но перед отправкой заграничных миссий Ашока, посоветовавшись с буддийским монахом Могалипуттой Тиссой, решил созвать Третий буддийский собор для разрешения спорных вопросов буддизма и очищения монашеской сангхи от недостойных личностей. Собор в составе тысячи архатов прошёл под председательством Моггалипутты. В числе прочих там рассматривался вопрос о буддийском миссионерстве в условиях противодействия со стороны индуистских брахманов. Было решено направить девять миссионерских делегаций для распространения буддизма в различных регионах.

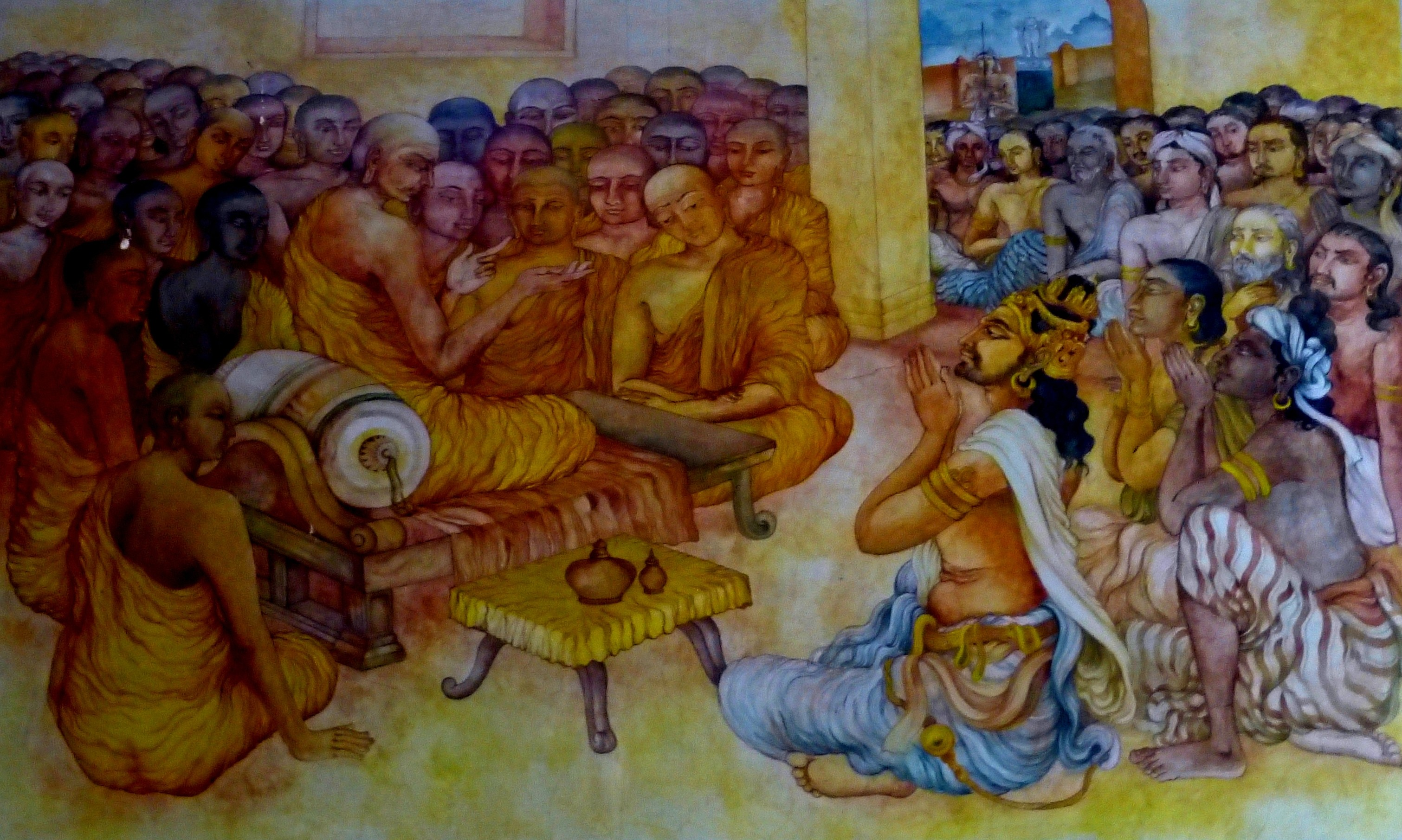
Ашока и Могалипутта Тисса на Третьем буддийском соборе

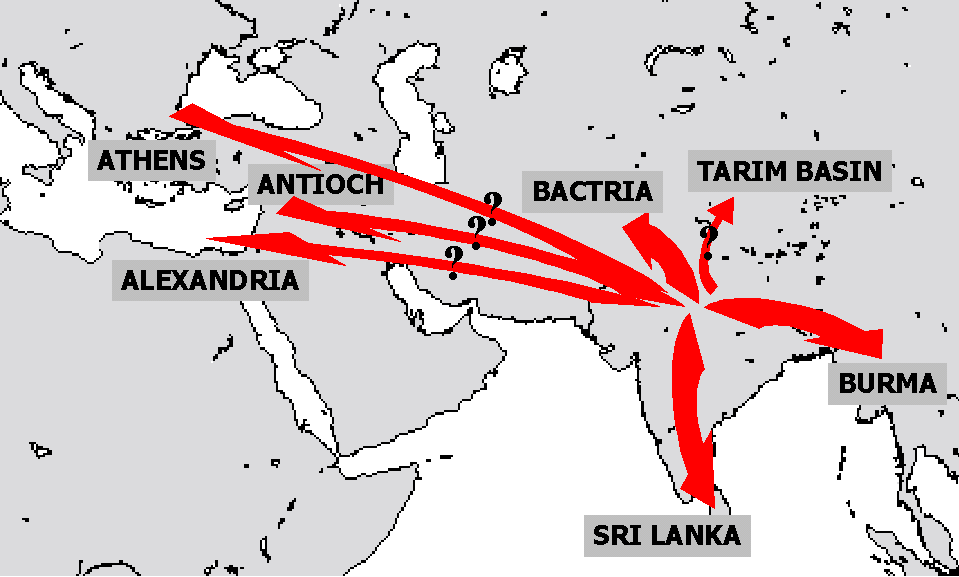
Направления буддийских миссий

Одна из тех девяти монашеских миссий в 252 году до н. э. отправилась на Шри-Ланку в Царство Анурадхапура, которым правил царь Деванампия Тисса, в качестве дипломатической миссии и состояла из членов королевской семьи Ашоки, ставших бхикшу, а затем и архатами. Возглавлял ту миссию Махинда, а подчинялись ему шесть других архатов: Иттия (Ittiya), Уттия (Uttiya), Самбала, Бхаддасала, молодой шраманери Сумана (сын Сангхамитты и Агни-Брахмы, племянник Махинды) и Бхандука (двоюродный брат Махинды).
Они не были первыми буддийскими миссионерами на Шри-Ланке. Сам Гаутама Будда за восемь лет после его просветления трижды посещал этот остров и познакомил со своей Дхармой как правителей, так и простолюдинов, создал на Шри-Ланке как мужскую, так и женскую монашескую сангху, призванную сохранять и передавать потомкам учение Будды. Однако со временем первая шриланкийская сангха пришла в упадок, государства острова перестали поддерживать её, и в III веке до н. э. Деванампия Тисса оказался единственным на острове правителем, поддержавшим возрождение буддизма. В саду Махамегхавана он лично встречал религиозно-дипломатическую миссию, возглавляемую Махиндой. Вместе с царём Тиссой была жена его младшего брата принцесса Анула (пали Anulā) со своей свитой из пятисот женщин. После встречи с Махиндой все эти женщины не только стали буддистками, но и достигли состояния шротапанны.
Миссия Махинды по возрождению буддизма на Шри-Ланке оказалась очень успешной. Он многих людей обратил в буддизм, заново создал на острове мужскую монашескую сангху, многим мужчинам передал посвящение в бхикшу. Но тысячам женщин, также желавшим принять монашество, в том числе и принцессе Ануле, Махинда не мог помочь, потому что женщина получить посвящение в бхикшуни могла только от действующей бхикшуни, которых на Шри-Ланке в то время не было. Согласно Махавамсе, Анула организовала полумонашескую женскую общину («даса силу»), и там, кроме неё, было ещё 500 женщин из царского гарема и 500 девушек, которые дали десять обетов, носили жёлтые облачения, жили в священной обители — «Упасике вихаре» (пали Upāsikā vihāra; она же «монастырь мирянок»), предоставленной им царём, и с нетерпением ждали высшего буддийского посвящения. Насчёт «Упасика вихары» Махавамса в одном месте говорит, что это здание было специально построено для будущих монахинь, в другом — что оно прежде было резиденцией министра по имени Долака (Dolaka). Эта вихара не сохранилась и её точное местоположение остаётся неизвестным; скорее всего, она была в пределах города Анурадхапура.
Тогда Махинда посоветовал царю Тиссе написать императору Ашоке письмо с просьбой прислать на Шри-Ланку Сангхамитту; свою младшую сестру Махинда считал достаточно подготовленной для того, чтобы обучать и посвящать в монахини других буддисток. Дополнительным пожеланием Махинды было, чтобы Сангхамитта привезла из Бодх-Гаи отводок от правой ветви дерева Бодхи, под которым Татхагата достиг просветления, чтобы из этого отводка вырастить такое же дерево на Шри-Ланке. Тисса по просьбе Анулы и Махинды написал такое письмо Ашоке; отдельное письмо с той же просьбой своему отцу написал Махинда. С этими посланиями в Империю Маурьев в город Паталипутра отправился племянник Тиссы — министр Царства Анурадхапура принц Ариттха (IAST: Arittha), которому царь обещал позволить уйти в монахи после возвращения. Махавамса утверждает, что благодаря сверхъестественной «силе определения», которой тогда обладали старшие монахи, корабль Ариттхи за один день дошёл от порта Джамбукола на севере Шри-Ланки до Паталипутры на северо-востоке современной Индии.

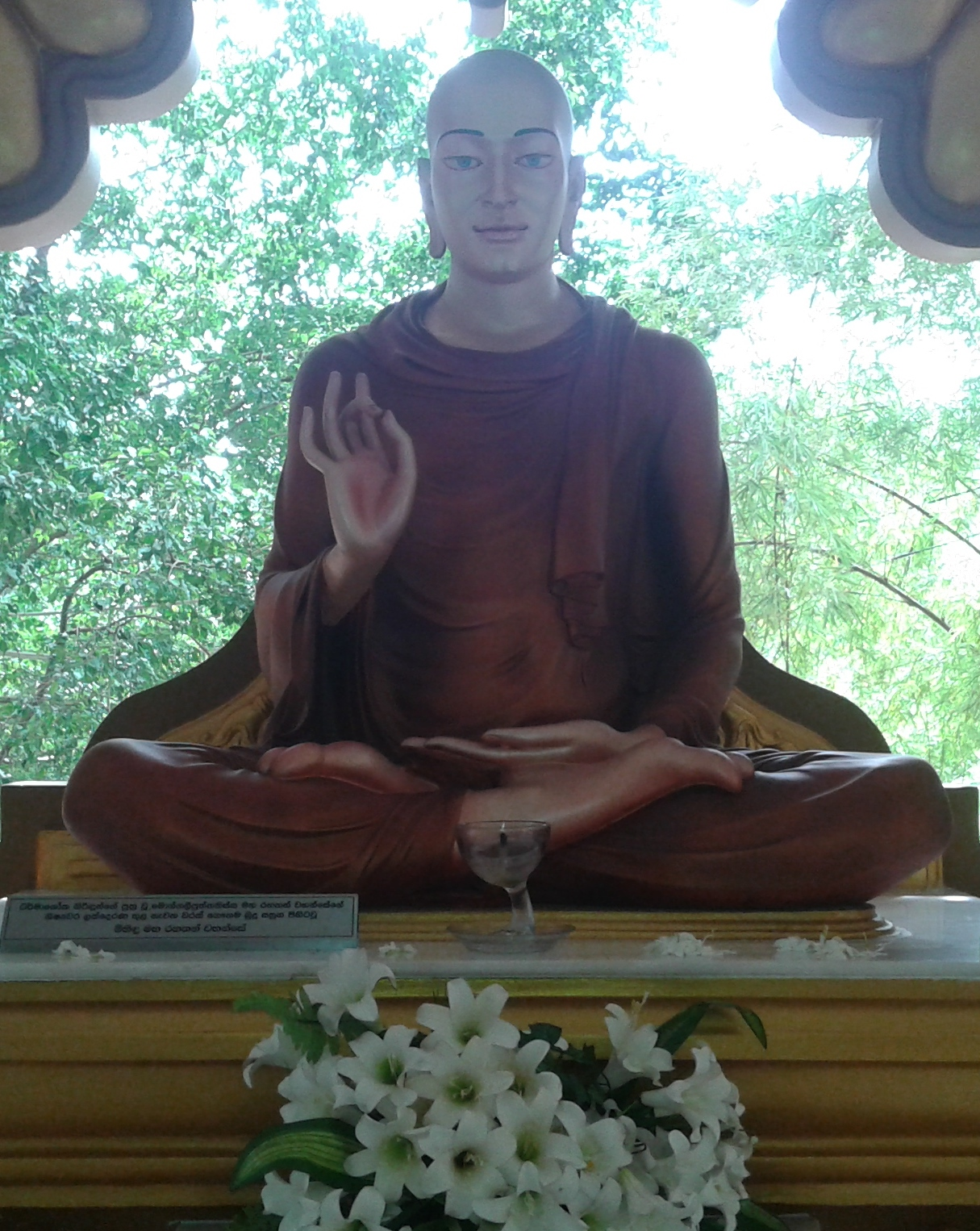
Статуя Махинды в монастыре

Получив эти письма, Ашока был в смятении: он уже отправил сына Махинду и внука Суману на Шри-Ланку — и с тех пор ни разу не виделся с ними, и поэтому долго не хотел посылать свою дочь в далёкое миссионерское путешествие. Сама же Сангхамитта согласилась сразу и уговаривала отца направить её в Царство Анурадхапура: «Махараджа, указание моего брата безоговорочно, многие ждут посвящения, потому необходимо, чтобы я отправилась туда» (Махавамса, XVIII).
В конце концов, Ашока согласился отправить Сангхамитту и ещё несколько учёных монахинь на Шри-Ланку. В тот момент Сангхамитте было 32 года, а Ашока уже двенадцатый год управлял Империей Маурьев. Возможно, она стала первой женщиной в мире, отправившейся в заграничную миссионерскую поездку. Сколько монахинь было в той миссии — точно неизвестно; в хрониках Дипавамсы в разных местах приводятся три разных числа. Вероятнее всего, их было одиннадцать, включая Сангхамитту. В тех же хрониках названы имена одиннадцати других монахинь: Уттара, Хема, Вичакхана, Пасадпала, Аггимитта, Дасика, Пхеггу, Паббата, Матта, Малла и Дхаммадасия.
Есть легенда, что когда Сангхамитта подходила к дереву Бодхи в Гае, наги окружили дерево и не давали пройти; тогда Сангхамитта обернулась Гарудой (получеловеком-полуптицей) и разогнала этих человекозмей. По другой версии, наги нападали на корабль, на котором монахини везли отводок дерева Бодхи. Ашока сам выбрал отводок от правой (южной) ветви того дерева, но, согласно Махавамсе, считал недопустимым повреждать священное дерево каким-либо оружием или инструментом, потому лишь провёл своим золотым карандашом красную черту на его ветви. Чудесным образом отводок сам отделился от дерева и воткнулся в золотую вазу, специально для него изготовленную. В этой вазе Сангхамитта везла его на Шри-Ланку.

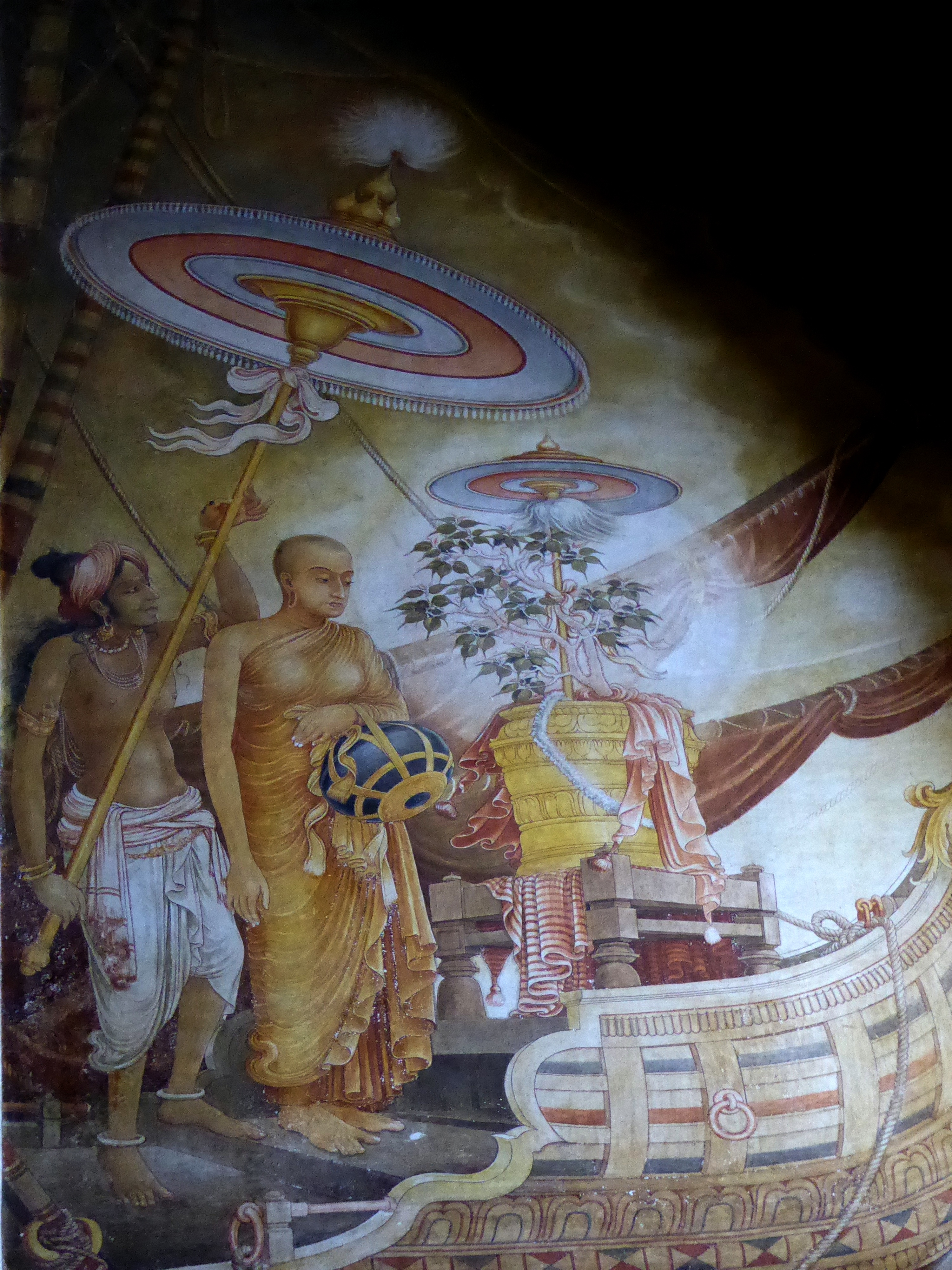
Сангхамитта с отводком Дерева Бодхи на корабле

Сангхамитта и её духовные сёстры отправились в путь из Гайи вниз по Гангу через Паталипутру в Тамралипту, оттуда морем в Джамбуколу на севере Шри-Ланки, а из Джамбуколы — через Тивакку (Tivakka) до Анурадхапуры. В «Расширенной Махавамсе» (ExtMhv 1-37) говорится, что до Тамралипты отводок дерева Бодхи был доставлен не по реке Ганг, а по суше за семь дней специальной экспедицией, которую возглавлял лично Ашока, что не сходится с «Махавамсой» в переводе У. Гейгера (Mhv 1-22).
Пассажирами того корабля были не только монахини. Вместе с ними на борт взошёл возвращавшийся домой принц Ариттха, путешествовали восемь членов семьи короля Магадхи (Богут, Сумитта, Сангот, Девгот, Дамгот, Хиругот, Сисигот и Джутиндхара), восемь членов семей министров, восемь брахманов, восемь вайшьей (купцов), скотоводы, Хьяенна, Нагас, Яккас, ремесленники, ткачи, гончары и многие другие люди из разных каст, да ещё и ястреб-перепелятник. По легендам Махавамсы, на океане исчезали волны в радиусе одной йоджаны (12—15 километров) вокруг корабля, при том всё время дул попутный ветер, в шуме которого слышалась музыка. Но из мирной глади воды вдруг вылезли полулюди-полузмеи-полубоги наги и напали на корабль, пытаясь завладеть деревом Бодхи; однако Сангхамитта и другие монахини своими сверхъестественными силами отбили эту атаку, и все люди на корабле добрались до Шри-Ланки целыми и невредимыми.
В Джамбуколе миссионерок с отводком священного дерева с благоговением встречал сам царь Тисса. Он даже вошёл по пояс в морскую воду и пронёс на голове золотую вазу с отводком до берега, а потом сопроводил женскую миссию до самого города Анурадхапуры. Сангхамитта и другие бхикшуни въехали в тот город через северные ворота по дороге, посыпанной белым песком. Корабль, на котором прибыла Сангхамитта, подданные царя Тиссы на плечах вынесли на берег и почитали как святыню. Чтобы увековечить память об этом событии, были построены три женские вихары: в «Доме Большого капитула» монахини хранили нос или парус корабля, в «Доме Малого капитула» — мачту, в «Доме Возрастающего величия» — руль. Эти вихары, специально созданные с целью сохранения и показа материальных исторических ценностей, можно считать первыми в мире музеями. Однако ни эти постройки, ни части корабля сберечь до наших дней не удалось; осталось только дерево Бодхи.
В саду Махамегхавана близ Махавихары царь Тисса собственноручно высадил отводок дерева Бодхи, исполнив тем самым одно из пяти последних пожеланий Гаутамы Будды. Это сопровождалось пышной торжественной церемонией; Тиссе помогали знатные люди Каджарагама (IAST: Kājaragāma), Чандангама (Candanagāma) и Тивакка (Tivakka); Сангхамитта и Махинда присутствовали при этом. Согласно местным легендам, высаженный отводок вдруг поднялся в воздух и взлетел высоко в небеса, до самой Брахма-локи, а на заходе солнца вернулся на место. Выросшее из него дерево называется «Джайя Шри Маха Бодхи»; оно дожило до наших дней, считается старейшим из ныне живущих деревьев, посаженных человеком, и остаётся одной из самых почитаемых буддийских святынь; многие верят, что Дерево Бодхи будет существовать, пока преподаётся буддизм. Многие поколения королевской семьи в Анарадхапуре столетиями берегли Джайя Шри Маха Бодхи, и вблизи священного дерева появилась целая деревня людей, охраняющих его и заботящихся о нём.

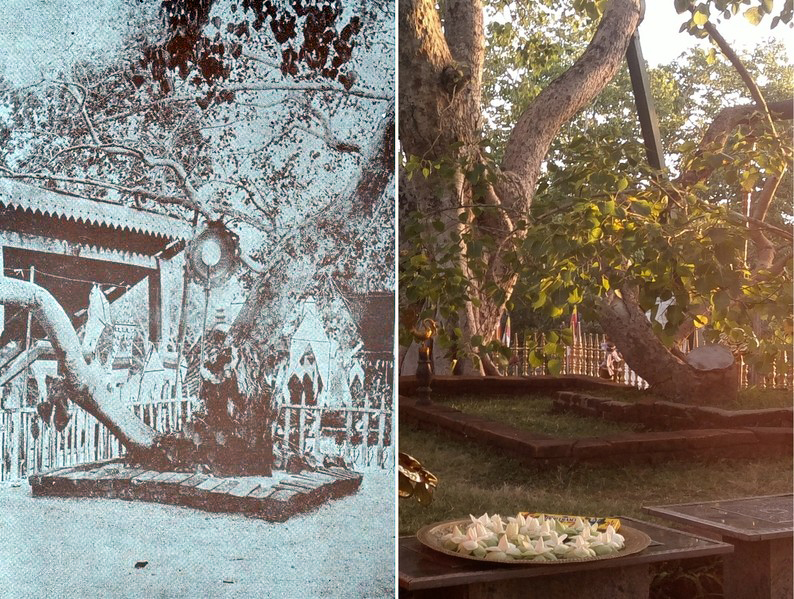
Дерево Джайя Шри Маха Бодхи в Анурадхапуре в 1902 (слева) и 2012 году

В Анурадхапуре Сангхамитта и приехавшие с ней бхикшуни сначала поселилась в «Упасика вихаре». Вскоре для размещения монахинь построили ещё три или двенадцать зданий ашрамов (включая три вышеупомянутые «корабельные» вихары).
Сангхамитта провела паббаджу над принцессой Анулой, а затем ещё более тысячи женщин удостоились получить эту первую ступень монашеского посвящения. Многие стали непосредственными ученицами Сангхамитты. Из них сформировалась устойчивая женская буддийская монашеская община — бхикшуни-сангха Шри-Ланки, возникшая всего на шесть месяцев позже мужской, основанной Махиндой. И это были не только родственницы царя, но и женщины самого разного социального положения: от дочерей бродяг до дочерей короля. И Сангхамитта всячески старалась повысить статус женщины в обществе.
Дипавамса сохранила имена тринадцати женщин, ставших монахинями одновременно с Анулой. Это Саддхаммананди, Сома, Гиридхи, Дасия, Дхамма, Дхаммапала, Махила, Собхана, Дхамматапаса, Нарамитта, Сата, Кали и Уттара. Дхамма, Дхаммапала и Нарамитта стали большими знатоками Винаи, Сата, Кали и Уттара — ведущими наставницами монахинь, Сумана — знатоком истории буддизма, Махила отличалась строгим соблюдением правил, а Сата была поэтессой, сумевшей переложить в стихи проповеди и наставления старших монахинь. Махила и Санха обладали сверхъестественными способностями.
К Сангхамитте приходили женщины со всей Шри-Ланки, и вскоре количество бхикшуни в Анурадхапуре превысило двенадцать тысяч.
У царя Тиссы был любимый слон, которому позволялось свободно гулять по всей стране и пастись там, где хочется. Этому слону особо нравилась роща Кадамба (пали Kadambapuppha), где он часто бывал, и где люди подкармливали его рисом. Место, где слон получал свою порцию еды, получило название «Мера зерна» (англ. Measure of Grain). Но однажды слон не взял ни зёрнышка и долго стоял на одном месте. Такое поведение животного привело хозяина в недоумение, и Тисса спросил Сангхамитту: чего хочет этот слон? Та ответила, что он хочет, чтобы вблизи той рощи было построено святилище. Царь приказал построить там «Дом святыни» (англ. Shrine House). Как только он был достроен, Сангхамитта отправилась туда, чтобы побыть в уединении и тишине, поскольку в «Упасика вихаре» становилось всё больше женщин, им уже было тесно и стало трудно сосредоточиться. Тисса, не найдя Сангхамитту на прежнем месте и узнав, почему она оставила своих подопечных, решил построить ещё одну вихару недалеко «Дома святыни» и переселить в неё часть монахинь, чтоб Сангхамитта имела возможность и медитировать в тишине и полном одиночестве в «Доме святыни», и общаться иногда с другими бхикшуни и прочими людьми. Новая обитель, расположенная рядом с тем местом, где царский слон получал свою меру съестного, была названа «Хатхалакха-Вихара» (пали Hatthāḷhaka-Vihāra), что можно перевести как «Монастырь слоновьей меры» (англ. Elephant's Measure monastery).
Так Сангхамитта исполняла свою миссию на Шри-Ланке пятьдесят девять лет подряд, от приплытия в Джамбуколу до самой смерти, и не вернулась к отцу в Империю Маурьев.

## Смерть
Сангхамитта на один год пережила своего брата Махинду и умерла в своей резиденции в Хатхалакха-Вихаре на восьмидесятом году жизни, в девятый года правления царя Уттии (203 до н. э.). Этот же царь организовал погребальную церемонию; различные обряды в честь ушедшей совершались целую неделю по всему острову Шри-Ланка. Тело Сангхамитты было кремировано в том месте, которое она сама указала незадолго до смерти: к востоку от Тхупарамы (пали Thūpārāma), около Читтасалы (Cittasālā), перед деревом Бодхи. На месте кремации Уттия построил ступу, в которой хранился прах Сангхамитты.

## Наследие

### Письменные источники
Сказания о деяниях Сангхамитты ещё долго передавались из уст в уста, а в первом веке до нашей эры буддийские монахи Шри-Ланки записали их в Махавамсу. Следующий известный письменный источник сведений о Сангхамитте и её последовательницах был написан в четвёртом веке нашей эры; это — Дипавамса (пали Dīpavaṃsa).

### Бхикшуни-сангха на Шри-Ланке

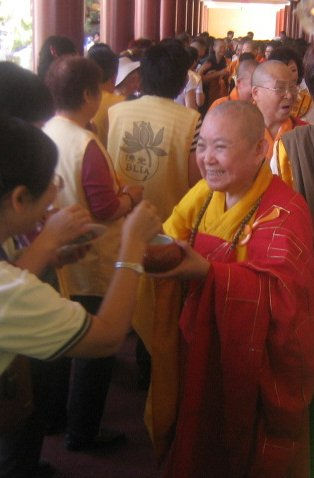
Бхикшуни китайской махаянской традиции

Сформированная Сангхамиттой и другими учёными монахинями, прибывшими вместе с ней, бхикшуни-сангха на Шри-Ланке (на местных языках называемая «Бикхуни Сасана» или «Мехейни Сасна») действовала более тысячелетия. Если верить Махавамсе, царь Тисса уважал Сангхамитту наравне с её братом Махиндой, и монахини сполна получили королевское покровительство, материальную поддержку и общественное уважение.
В Дипавамсе сообщается, что эта сангха быстро разрасталась, привлекая всё новых и новых женщин всякого возраста и сословия. Есть и археологические свидетельства длительного процветания бхикшуни-сангхи на Шри-Ланке. Эта сангха дала ответвления в другие регионы и другие школы буддизма. Некоторые линии женской ученической преемственности от неё дошли до наших дней в школах Махаяны в Китае.
На само́й Шри-Ланке бхикшуни-сангха продержалась ещё несколько столетий, примерно до 1017 года нашей эры. Исчезновение буддийского монашества на Шри-Ланке связывают с вторжением на остров войск государства Чола. Линии ученической преемственности опять прервались — как у монахинь, так и у монахов, и потом несколько веков монашеской сангхи на этом острове не существовало. Бхикшу-санху на Шри-Ланке возродил монах Асарана Сарана Сарананкара Маха Тхера при поддержке короля Виджаябаху (пали Vijayabāhu) в 1753 году, а возобновить посвящение в бхикшуни удалось только в начале XXI века.
Буддистки-тхеравардинки острова вновь оказались в той же ситуации, которая была до прибытия Сангхамитты: при невозможности пройти упасампаду и стать бхикшуни они могли быть лишь десятиобетными «полумонахинями» — «даса сила мата». В 1983 году Департамент буддийских дел Шри-Ланки решил поддержать десятиобетниц, и для них был создан названный в честь Сангхамитты образовательный центр «Шри Сангхамитта» (Sri Sanghamittā Education Center). Но только в 1986 году он был официально признан правительством и получил государственное финансирование; однако настоятельница жаловалась, что оно намного меньше, чем для монахов, и потому эта школа живёт в основном на пожертвования мирских буддистов. Известно, что в 2002 году этот образовательный центр продолжал работать и по-прежнему испытывал материальные трудности.

### Искусство, культура и обычаи
Фестиваль «Ундувап Пойа» проводится на Шри-Ланке с 1903 года ежегодно в полнолуние декабря; считается, что в такой день Сангхамитта и другие бхикшуни прибыли на остров и привезли отводок дерева Бодхи. День проведения фестиваля называется «днём Сангхамитты».
На Шри-Ланке статуи Сангхамитты имеются почти во всех обителях монахинь и полумонахинь, и почти у каждого буддийского храма есть дерево, выращенное из отводка дерева Бодхи в Анурадхапуре. У мирских буддистов этого острова также есть традиции почитания статуй Сангхамитты; во многих деревнях раз в год мужчины и женщины вместе несут статую, обходя свою деревню. По сей день Сангхамитта остаётся важной фигурой шри-ланкийского буддизма.

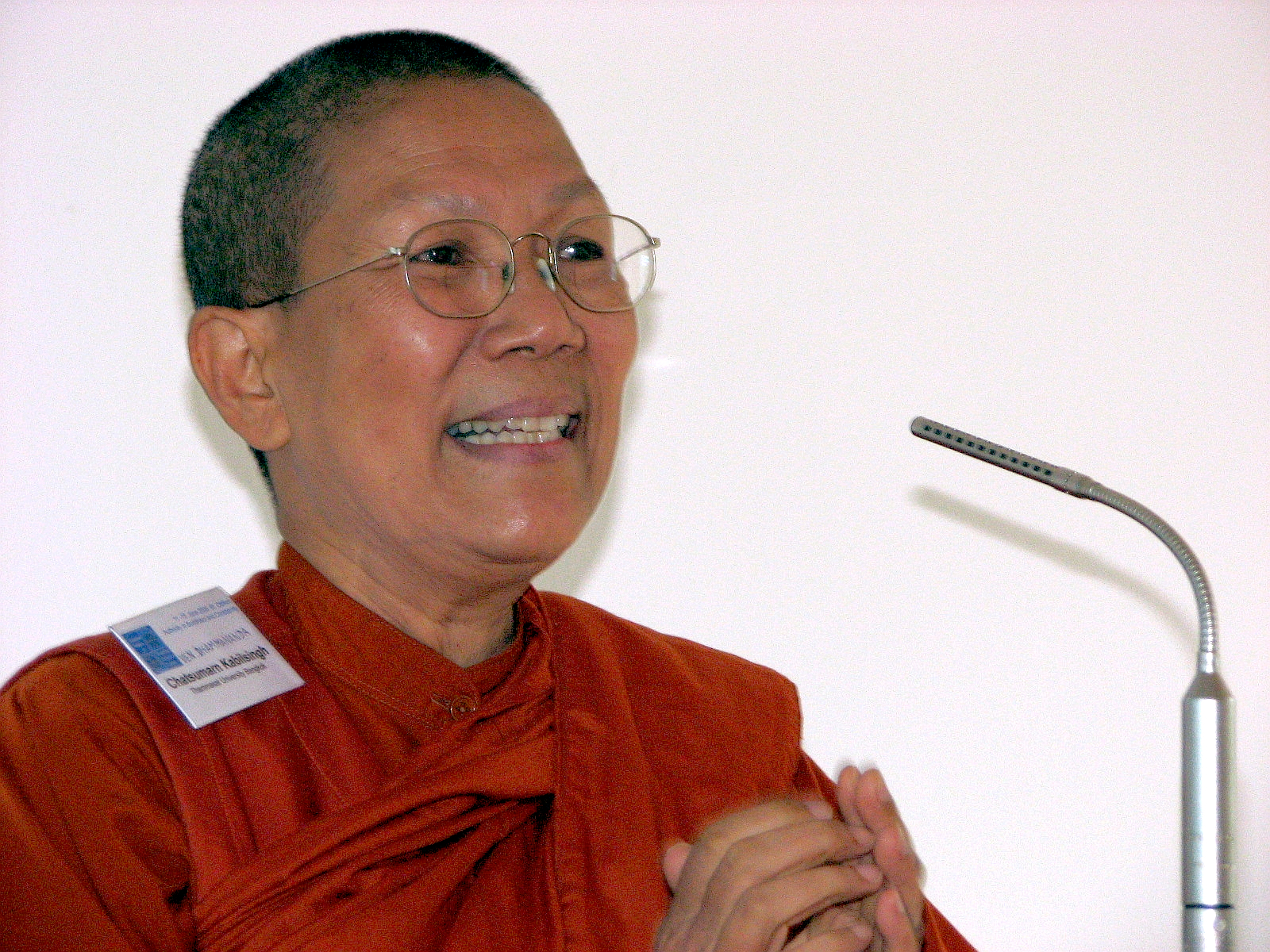
Монахиня Дхаммананда

В Таиланде, где бхикшуни-сангхе повезло больше, чем на Шри-Ланке, и линии женской ученической преемственности не прерывались, в 2002 году в женском монастыре Сонгтхамканлаяни (тайск. ทรงธรรมกัลยาณีภิกษุณีอาราม) в Накхонпатхоме Дхаммананда изваяла глиняную статую Сангхамитты. По обе стороны от этой статуи в зале монастыря расположены изображения тринадцати других старших сестёр — архаток.

## Исследования
Некоторые исследователи выражали сомнения в историчности Сангхамитты, потому что её история подробно описывается в Махавамсе, а в других шри-ланкийских палийских хрониках нет никаких упоминаний о Сангхамитте и связанных с ней событиях. Но переводчик Махавамсы Вильгельм Гейгер возражал на это тем, что на восточных воротах Санчи были найдены археологические свидетельства — изображения процессии Ашоки к дереву Бодхи и отводка этого дерева в горшке. Эти изображения были созданы не позднее, чем через 100, максимум 150 лет после изображённых событий. Потому можно спорить о деталях, но прибытие Сангхамитты с отводком дерева Бодхи на Шри-Ланку нельзя считать всего лишь легендой.

О годах жизни Сангхамитты и датах связанных с ней событий имеются противоречивые сведения. Рита Далмия (Rita Dalmiya) сообщает, что Сангхамитта прожила 79—80 лет, с 289 по 203 год до нашей эры. На сайте what-buddha-said.net со ссылками на Махавамсу и Дипавамсу утверждается, что Сангхамитта прожила только 59 лет, и скончалась в девятый год правления царя Уттии, который взошёл на трон Царства Анурадхапуры после смерти Деванампии Тиссы. Но на вопрос о годах жизни и власти древних правителей Шри-Ланки сохранившиеся хроники не дают однозначного ответа. Если считать, что Уттия правил с 267 по 257 год до н. э., то девятый год правления Уттии — это 258 год до н. э. Когда же в таком случае родилась Сангхамитта? Анаджоти Бхикшу (Ānandajoti Bhikkhu), ссылаясь на «Расширенную Махавамсу», утверждает, что 59 лет Сангхамитта прожила на Шри-Ланке уже после того, как привезла туда отводок дерева Бодхи. Сангхамитта приехала на Шри-Ланку, уже будучи тхери; в буддизме Тхеравады (и, вероятно, Вибхаджьявады) женщина может стать бхикшуни не раньше, чем в двадцать лет, а стать тхери — только через десять лет после этого. Значит, Сангхамитте было не меньше 30 лет, когда она с другими тхери отправилась в пожизненную миссию на Шри-Ланку; Bodhistav Foundation утверждает, что ей было 32 года, A Gift of Dhamma — что 37. Тогда продолжительность той жизни Сангхамитты должна превышать 90 лет.
Разные источники по-разному указывают год, в котором Сангхамитта прибыла в Анурадхапуру и из привезённого ею отводка начало расти дерево Джайя Шри Маха Бодхи. «Книга рекордов Гинесса», The Mahavamsa.org в комментарии к переводу Махавамсы на английский язык, а также ряд авторов статей в новостных изданиях называют 288 г. до н. э., Герберт Уэллс в книге «The Outline of History» — 245 г. до н. э. Но если в 288 г. до н. э. Сангхамитте было не менее 30 лет, то родилась она ещё в IV веке до нашей эры, не позднее 318 года, а Третий буддийский собор, после которого Махинда и Сангхамитта отправились на Шри-Ланку, состоялся не в середине, а в начале III в. до н. э.; точная дата проведения того собора также неизвестна.
Анаджоти Бхикшу обращает внимание и на то, что согласно «Расширенной Махавамсе» восемнадцатилетняя Сангхамитта, её двадцатилетний брат Махинда и её сын Сумана неизвестного возраста прошли паббаджу в один и тот же день. Но пройти паббаджу и стать шраманерой можно только в сознательном возрасте, обычно с семи-восьми лет, когда молодой человек уже может понять смысл десяти обетов ученика и сознательно исполнять их. Тогда получается, что Сангхамитта родила Суману не в 14 лет, а в 11 или даже раньше.

## Пояснения
1. ↑  англ. friend of the community[3]; слово «сангха» может обозначать конкретную  монашескую общину, буддийское монашество в целом, множество буддистов, достигших определённой степени духовного просветления (например, сотапанны), или же всех сторонников буддизма.
2. ↑  Анададжоти Бхикшу (пали Ānandajoti Bhikkhu) составил жизнеописание Сангхамитты[11], используя палийский текст Махавамсы, изданный под редакцией Г. П. Маласакеры (G. P. Malasakera) в 1937 году в Коломбо[12] и переизданный в 1988 году «Обществом палийских текстов» (англ. Pali Text Society) в 1988 году[12]. Этот текст содержит почти в два больше стихов, чем Махавамса в переводе Вильгельма Гейгера на английский язык (5791 против 2904). Здесь и далее ExtMhv — нумерация стихов в Расширенной Махавамсе под редакцией Маласакеры, а Mhv — в Махавамсе в переводе Гейгера[13].
3. ↑  Возможна ошибка в датах в «Махавамсе»; шраманерой может стать юноша не моложе 7 лет; получается, что Сангхамитта родила Суману в 11 лет[10]?
4. ↑  В большинстве буддийских школ пройти упасампаду и стать бхикшуни могут женщины от 20 лет и старше, а в более молодом возрасте можно быть только шраманери или шикшаманой.
5. ↑  Обитель бхикшуни на пали называется upassaya, а не upāsikā[24].
6. ↑  пали Uttarā, Vicakkhaṇā, Hemā, Pasādapālā, Aggimitta, Dāsikā, Pheggu, Pabbatā, Mattā, Mallā, Dhammadāsiyā (Dīpavaṃsa XVIII, vv. 11-12)[35]
7. ↑  англ. Great Chapter house[46]
8. ↑  англ. Small Chapter house[46]
9. ↑  англ. Increasing Splendour Chapter house[46]
10. ↑  «Расширенная Махавамса» говорит о трёх зданиях, «Махавамса» в переводе У. Гейгера — о двенадцати.
11. ↑  В хрониках и других источниках имеются хронологические проблемы. Если Сангхамитте было 32 года во время морского путешествия на Шри-Ланку[5][6], где она провела оставшиеся 59 лет её жизни, то она прожила более 90 лет. Царь Уттия[англ.] правил с 267 по 257 год до н. э., значит, девятый год его правления — это 256-й, а не 203 год до н. э.
12. ↑  англ. Department of Buddhist Affairs